# Southampton Meadows (Virginia)
Southampton Meadows è un census-designated place (CDP) degli Stati Uniti d'America, situato nello stato della Virginia, nella contea di Southampton. Secondo il censimento del 2020 gli abitanti di Southampton Meadows ammontavano a 503.